# سراب حاجي بمق (مقاطعة دهغلان)
سراب حاجي بمق (بالفارسية: سراب حاجی پمق) هي قرية تقع في قسم قوري تشاي الريفي (مقاطعة دهغلان) في إيران. يقدر عدد سكانها بـ 563 نسمة بحسب إحصاء 2016.